# Список графов Лиона и Форе
Графы Лиона и Форе (Форез)
В IX—X веках упоминаются графы Лиона, однако позже упоминания о них исчезают. До 1173 года титул «граф Лиона» носили графы де Форе, которые в конце X века были единственными графами в Лионской области, подчинив её своему влиянию кроме собственно города Лиона, находившегося под юрисдикцией архиепископа Лиона. По договору 1173 года с архиепископами Лиона графы Форе перестали использовать титул «граф Лиона».
Графство Форе, которое в 1417 году посредством брака перешло к Бурбонам, просуществовало до 1531 года, когда после смерти Луизы Савойской было присоединено к домену короля Франции.

## Графы Лиона
- 844—870: Жерар (ок. 800—878/879), граф Парижа (Жерар II) до 834—ок.841, граф (герцог) Вьенна и Лиона 844—870
- 871—880: Бозон Вьеннский (ок. 844—887), граф Вьенна и Лиона 871—880, граф Берри 872—876, герцог Италии 875—876, герцог Прованса 875—879, вице-король Италии 876—879, граф Макона и Шалона 877—880, Отёна 879—880, король Нижней Бургундии (Прованса) 879—887
- 880—886: Бернар Плантевелю (841—886), граф Отёна 863—864, граф Оверни с 870, граф Руэрга, Тулузы и Лимузина с 872, граф Берри и маркиз Готии с 878, граф Макона с 880, граф Лиона с 884
- 886—918: Гильом I Благочестивый, (860/865—918), граф Оверни, Макона, Буржа и Лиона с 886, герцог Аквитании с 893

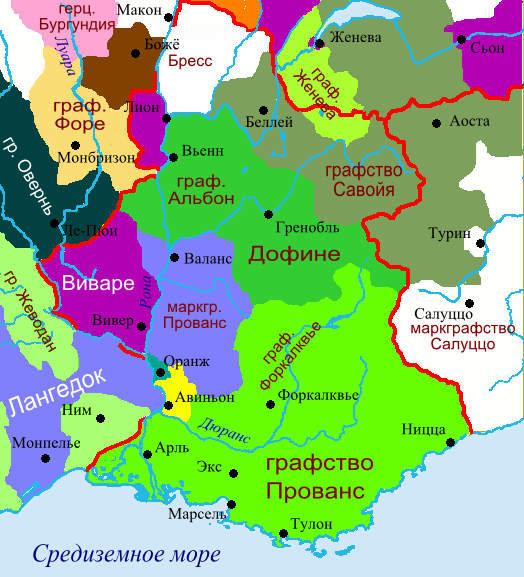
Графство Форе на карте Бургундии 1200 г.

## Графы де Форе

### Дом де Форе
- ок. 925: Гильом I (ум. после 27 августа 925 года)[2]
- ок. 944: Гильом II (ум. после 28 марта 944)[3]
- ? — ок. 960: Арто I (ум. ок. 960)[4]
- ок. 960 — до 984/993: Жеро I (ум. до 984/993), сын предыдущего
- до 984/993 — 993/1000: Арто II (ум. 993/1000), сын предыдущего
- до 993/1000 — до 1017: Арто III (ум. до 1017), сын предыдущего
- до 1017 — после 1046: Жеро II (ум. после 1046), брат предыдущего
- после 1046—1078/1079: Арто IV (ум. 1078/1079), сын предыдущего
- 1078/1079 — 1097: Гильом III (ум. 1097), сын предыдущего
- 1097 — после 1107: Гильом IV (ум. после 1107), сын предыдущего
- после 1107 — ок. 1117: Эсташ (ум. ок. 1117), брат предыдущего

### Дом д'Альбон

Герб графов де Форе из дома д’Альбон

- ок. 1117—1138: Гиг I д’Альбон (ок. 1095—1138), сын Гига Раймунда д’Альбон и Иды Раймунды де Форе, дочери графа Гильома III
- 1138 — 1206: Гиг II (ум. 1206), сын предыдущего, в 1173 году отказался от титула граф Лиона, оставив только титул граф де Форе
  - Гиг III (ум. 1204), сын предыдущего
- 1206 — 1241: Гиг IV (ум. 1241), сын предыдущего
- 1241 — 1259: Гиг V (ум. 1259), сын предыдущего
- 1259 — 1270: Рено (ум. 1270), брат предыдущего
- 1270 — 1278: Гиг VI (ум. 1278), сын предыдущего
- 1278 — 1334: Жан I (ум. 1334), сын предыдущего
- 1334 — 1358: Гиг VII (1299—1358), сын предыдущего
- 1358 — 1362: Людовик I (1338—1362), сын предыдущего
- 1362 — 1372: Жан II (ум. 1372), брат предыдущего
- 1372 — 1417: Анна Дофиня (1358—1417), дама де Меркер, дочь Беро II Великого, дофина Оверни, и Жанны де Форе, дочери графа Гига VII
  - 1372—1410 : Людовик II Добрый (ок. 1336—1410), герцог де Бурбон, муж предыдущей

### Бурбоны
- 1417—1434 : Жан III (1381—1434), граф де Клермон-а-Бовези, герцог де Бурбон, граф де Форе, герцог Овернский (Жан II) и граф де Монпансье, сын предыдущих
- 1434—1456 : Карл I (1401—1456), граф де Клермон-а-Бовези, герцог де Бурбон, герцог Овернский, граф де Форе, сын предыдущего
- 1456—1488 : Жан IV Добрый (1427—1488), 6-й герцог де Бурбон (Жан II), герцог Овернский (Жан III), граф де Клермон и де Форе, сын предыдущего
- 1488—1488 : Карл II (1433—1488), архиепископ Лионский, кардинал, герцог де Бурбон, герцог Овернский, граф де Форе и де Клермон, брат предыдущего
- 1488—1503 : Пьер I де Божё (1438—1503), сеньор де Божё, герцог де Бурбон, герцог Овернский, граф де Форе и де Клермон, регент Франции 1483—1491, граф де Ла Марш, брат предыдущего
- 1503—1521 : Сюзанна (1491—1521), герцогиня де Бурбон и герцогиня Овернская, графиня де Клермон-ан-Овернь, де Ла Марш, де Форе и де Гин, дама де Божё, дочь предыдущего.
- 1505—1523 : Карл III Коннетабль (1490—1527), граф де Монпансье, дофин Оверньский, герцог де Бурбон, герцог Оверньский, граф де Ла Марш, де Форез и де Гин, сеньор де Божё, герцог де Шательро, принц де Домб, граф де Клермон-ан-Овернь, коннетабль Франции, муж предыдущей
- 1527—1531: Луиза I Савойская (1476—1531), герцогиня Овернская, Беррийская, Немурская, Анжуйская, Бурбонская, Туреньская и Ангулемская, двоюродная сестра Сюзанны, мать короля Франции Франциска I.

После смерти Луизы графство Форе было присоединено к домену короля Франции.